# Sléz přehlížený
Sléz přehlížený (Malva neglecta) je jednoletá, dvouletá, někdy i vytrvalá bylina z čeledi slézovitých (Malvaceae), lidově nazývaná „homolky“, „chlebíček“, „pagáčky" nebo „cigánské tvarůžky“ díky poživatelným plodům.

## Popis
Rostlina vytváří poléhavé až vystoupavé, okolo 40 cm dlouhé větvené lodyhy. Listy jsou dlouze řapíkaté, dlanitě laločnaté s tupými laloky, vroubkované, na rubu chlupaté, s trojboce vejčitými palisty. Úžlabní květy jsou drobné, stopkaté, růžové až bělavé, tmavě žilkované, korunní lístky jsou dvakrát až třikrát delší než pěticípý kalich; kvetou od května do října. Plod je uzavřen ve vytrvalém kalichu a po dozrání se rozpadá až na 15 hladkých, šedohnědých tvrdek, jichž na jedné rostlině dozraje až několik stovek.

## Rozšíření

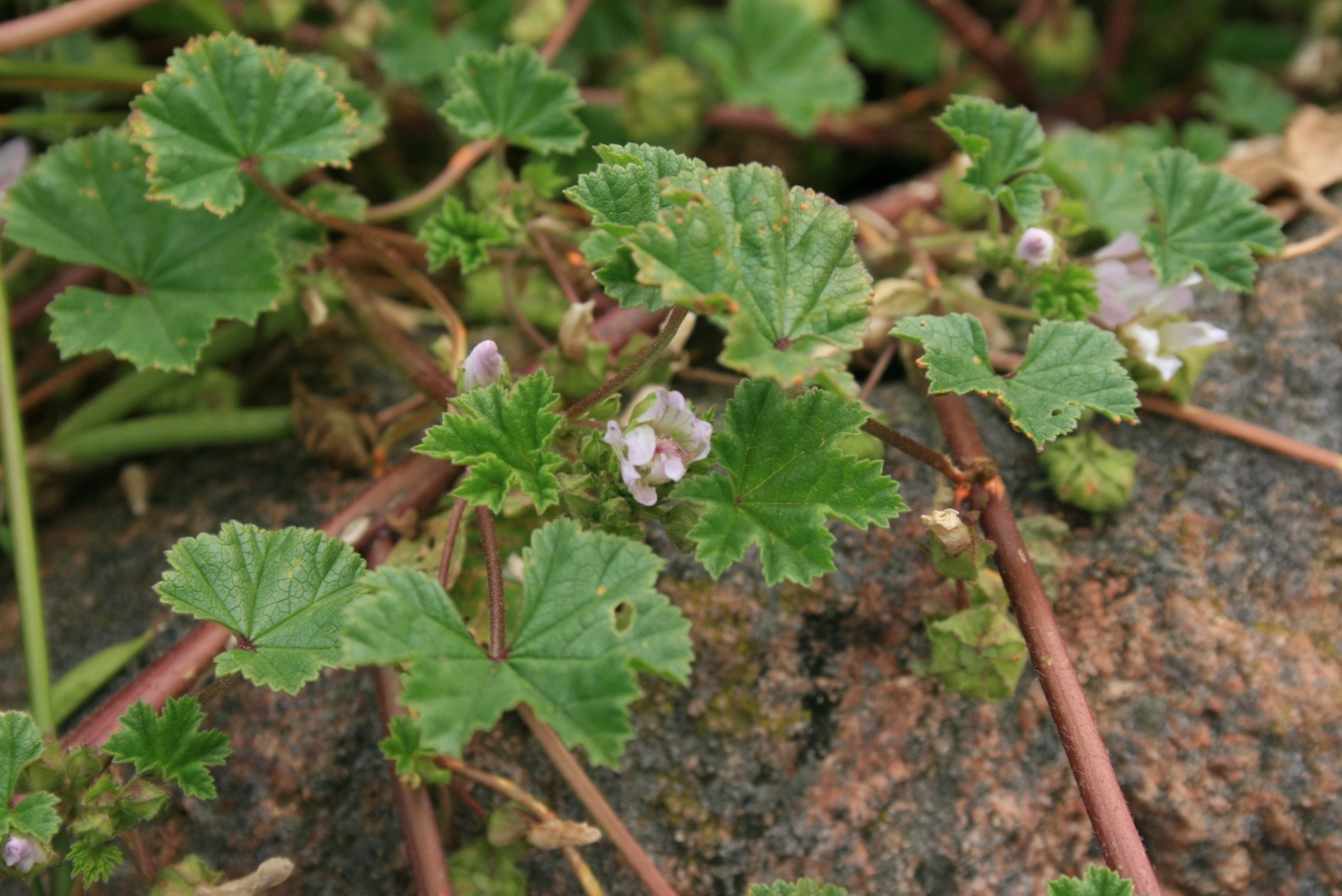
Sléz přehlížený – listy a květy

Jako ruderální porost je velmi hojný na rumištích, podél cest a zdí, v příkopech, na kompostech, loukách i pastvinách, od nížin až do hor. Preferuje středně vlhké, dusíkaté půdy; je indikátorem obsahu dusíku v půdě. Je obecně rozšířeným plevelem zejména v pícninách a travních porostech.

## Využití
Nezralé plody slézu se pojídají jako tzv. "chlebíčky". Listy, květy či celá rozkvetlá nať se sbírají pro léčivé účely z důvodu obsahu slizu, vitamínu C, karotenu a tříslovin. V semenech je obsaženo množství oleje. Užívá se při žaludečních či dvanácterníkových vředech, jako kloktadlo při zánětu dutiny ústní či při kašli, ve formě koupele při ekzémech (zejména atopickém), neboť tlumí zánětlivost a svědění. Mladé listy bývaly v minulosti oblíbenou salátovou zeleninou.